# Can You Feel It (chanson des Jacksons)
Pour les articles homonymes, voir Can You Feel It.
Singles de The Jacksons
This Place Hotel
(1980) Walk Right Now
(1981)
Pistes de Triumph
Lovely One
(2)
Can You Feel It est le troisième single extrait de l'album Triumph des Jacksons. C'est aussi le plus gros succès de l'album. Can You Feel It a été enregistré en mars 1980 et est sorti en single le 23 septembre 1980. Cette chanson est de genre R&B, soul et funk. Elle a été écrite par Michael Jackson et Jackie Jackson et elle a été produite par les Jacksons.
Le titre a fait l'objet d'un clip, d'une durée de plus de 7 minutes dans sa version longue, écrit et conçu par Michael Jackson, remarqué pour ses effets spéciaux et son ambiance futuriste. En 2001, celui-ci est élu comme l'un des 100 meilleurs jamais réalisés, à l'occasion d'un vote marquant le 20e anniversaire de la chaîne MTV.

## Participants
- Greg Phillinganes et Ronnie Foster : claviers
- Tito Jackson et David Williams : guitares
- Nathan Watts : basse
- Ollie Brown : batterie
- Gary Coleman : ambiance
- Michael et Jackie Jackson : rythme
- Tom Tom 84 : arrangeur de cordes
- Michael Jackson et Randy Jackson : voix principales
- Chœur (enfants) : Yolanda Kenerly, Brigette Bush, Audra Tillman, Lita Aubrey, Rhonda Gentry, Roger Kenerly II, Soloman Daniels, Brian Stilwell, Gerry Gruberth et Peter Wade
- Chœur (adultes) : Stephanie Spruill, Paulette McWilliams, Bunny Hull, Carolyn Dennis, Venetta Fields, Josie James, Paulette Brown, Carmen Twillie, Lisa Roberts, Phyllis St. James, Roger Kenerly-Saint, Ronald Vann, Lewis Price, Gregory Wright, Arnold McCuller, Roy Galloway, Jim Gilstrap, Gerry Garrett, Bob Mack et Tyrell (Rock) Deadrick
- Stephanie Spruill : coordinatrice et directrice des chœurs

## Autre
- Une compilation des Jacksons intitulée Can You Feel It: The Jacksons Collection est sortie en 2009.